# Eddy Brothers
Los Hermanos Eddy -William  y Horacio Eddy-, fueron dos médiums estadounidenses que se dieron a conocer en la década de 1870 y que afirmaban tener poderes psíquicos. 

## Biografía

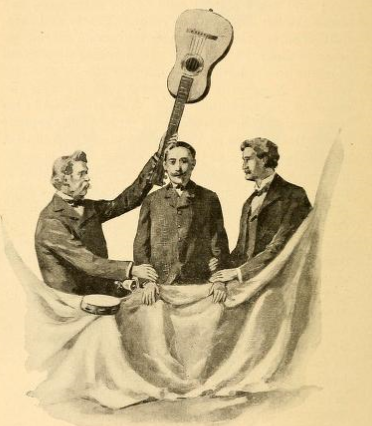
Escena que revela el truco que Horatio (lado izquierdo) solía usar durante las sesiones.

Los hermanos eran hijos de Zephaniah Eddy y su mujer Julia Maccombs, oriundos de Vermont. Se afirmó que sus orígenes familiares podrían remontarse a la época de los Juicios de Salem y que  su familia tenía un largo historial de capacidad psíquica. Habiendo crecido en una pequeña granja cercana a Chittenden, Vermont, ambos hermanos afirmaron haber exhibido capacidades psíquicas fuertes desde una edad temprana. Se interesaron por el mundo espiritual y comenzaron a realizar sesiones de espiritismo,  afirmando que podían materializar ectoplasma y comunicarse con guías espirituales. William solía trabajar de vez en cuando dentro de un gabinete diseñado exclusivamente para las sesiones espirituales y su hermano Horacio se solía sentar al lado de una cortina de tela donde justo detrás de la misma los espíritus tocaban instrumentos musicales.
En 1870, William y Horatio vivían con su madre viuda Julia en Chittenden. Allí, la familia Eddy abrió una pequeña posada, llamada la Taberna Verde. Además de alojar a viajeros, la Taberna Verde era también el sitio donde regularmente se programaban sesiones espiritistas que los hermanos montaban para visitantes de todo del mundo.
Una típica sesión de los Hermanos Eddy consistía en tener a la audiencia reunida en la habitación circular de la taberna. Uno de los hermanos se introducía en una caja espiritual especial al frente de la habitación (esencialmente pequeña con una sola silla) y se sumergía en un profundo trance, en este punto el espectáculo solía comenzar: los instrumentos empezaban a sonar por sí solos, se oían varios ruidos y extrañas luces se hacían presentes.

## Trucos
El truco de las sesiones de los hermanos Eddy fue expuesto por el mago Chung Ling Soo. El truco consistía en usar una cortina colocada a lo largo de la habitación, con los instrumentos musicales colocados en una mesa dentro del espacio de la cortina. Dos miembros de la audiencia eran seleccionados y entraban en la cortina. Horacio agarraba el brazo izquierdo del primer voluntario mientras que el segundo agarraba su brazo derecho. La audiencia fuera de la cortina podía ver varios instrumentos musicales flotando en el aire por encima de la parte superior de la cortina. Una mano  solía salir de la cortina y escribir un mensaje en una pizarra sostenida por William, quien se hallaba sentado fuera de la cortina. El truco era realizado por Horacio eludiendo el control y liberando su mano. Solía hacerlo de varias formas, como la de utilizar una mano falsa hecha de una pieza de hoja pesada de plomo, que colocaba en su mano izquierda y con ella agarraba el brazo del voluntario. Horacio liberaba su mano real tranquilamente, dejando la mano de plomo atrás y dando la sensación de tacto de una mano real. Con sus manos libres Horacio manipulaba los instrumentos y generaba los supuestos fenómenos sobrenaturales.
El investigador psíquico Hereward Carrington también reveló los juegos de mano que los hermanos Eddy habían utilizado. Carrington describió sus trucos como "absurdamente sencillos" y se sorprendió de que pudieran haber engañado a tanta gente.